# Piekujaure
Piekujaure är en sjö i Kiruna kommun i Lappland och ingår i Torneälvens huvudavrinningsområde. Sjön har en area på 0,0564 kvadratkilometer och ligger 693,1 meter över havet. Piekujaure ligger i Torne och Kalix älvsystem Natura 2000-område.

## Delavrinningsområde
Piekujaure ingår i det delavrinningsområde (761337-170321) som SMHI kallar för Mynnar i Harrejåkkå. Medelhöjden är 664 meter över havet och ytan är 41,25 kvadratkilometer. Det finns inga avrinningsområden uppströms utan avrinningsområdet är högsta punkten. Viddnarjåkkå som avvattnar avrinningsområdet har biflödesordning 4, vilket innebär att vattnet flödar genom totalt 4 vattendrag innan det når havet efter 472 kilometer. Avrinningsområdet består mestadels av skog (10 procent) och kalfjäll (88 procent). Avrinningsområdet har 0,21 kvadratkilometer vattenytor vilket ger det en sjöprocent på 0,5 procent.